# Egegik (Alaska)
Pour les articles homonymes, voir Egegik.
Egegik (en yup'ik : Igyagiiq) est une localité américaine située dans le borough de Lake and Peninsula, en Alaska. Lors du recensement de 2000, sa population s’élevait à 116 habitants. Le nom du village provient d’un mot d’une langue aléoutienne qui signifie « rivière rapide ».
Les Amérindiens, avec 57,76 % de la population, y sont majoritaires.

## Démographie
| 1880 | 1890 | 1900 | 1920 | 1930 | 1940 | 1950 | 1960 |
| ---- | ---- | ---- | ---- | ---- | ---- | ---- | ---- |
| 120  | 60   | 203  | 83   | 86   | 125  | 119  | 150  |

| 1970 | 1980 | 1990 | 2000 | 2010 | - | - | - |
| ---- | ---- | ---- | ---- | ---- | - | - | - |
| 148  | 75   | 122  | 116  | 109  | - | - | - |

## Transports
Egegik possède un aéroport (Bartletts Airport, code AITA : BSZ).

## Source
- (en) Cet article est partiellement ou en totalité issu de l’article de Wikipédia en anglais intitulé « Egegik, Alaska » (voir la liste des auteurs).